# Lycosa philadelphiana
Lycosa philadelphiana là một loài nhện trong họ Lycosidae.
Loài này thuộc chi Lycosa. Lycosa philadelphiana được Charles Athanase Walckenaer miêu tả năm 1837.